# Torre de Estrada
La Torre de Estrada es una construcción de estilo gótico que se encuentra situada en el pueblo de Estrada, dentro del municipio más occidental del litoral cántabro, limítrofe con el Principado de Asturias, Val de San Vicente. La familia Duque de Estrada que, durante años fue la más importante de la zona, fue la propietaria de este enclave, que tiene su origen en torno al siglo VIII, siendo también los dueños de todo el territorio que la rodea. El lugar era excepcional, ya que estaba estratégicamente situado a lo largo de un antiguo camino y además servía para otear la zona. Se cree que fue aquí dónde surgió y desde dónde, posteriormente, se expandió el apellido Estrada hacia muchas partes de la península y del mundo. 
Según unas pocas fuentes, en la Batalla de Covadonga, acaecida en el año 722, uno de los capitanes que luchó junto a Don Pelayo y Suero Buyeres de Caso fue Anean de Estrada, datos que toman fuerza, teniendo en cuenta la zona y la fecha en la que se data esta Torre.
Está considerada como Bien de Interés Cultural desde el 4 de febrero de 1992.

## Características
La torre, que tiene su origen en el siglo VIII, fue reconstruida de nuevo en el siglo XII, y ha sido rehabilitada en el año 2005. La capilla data del siglo XIII.
Tiene planta cuadrada y se eleva aprovechando la orografía desigual del relieve del terreno en forma de cuadrilátero irregular, lo que nos indica su antigüedad y nos recuerda a la Torre de Noriega del municipio asturiano de Ribadedeva.

## Actualidad
En el interior de la Torre de Estrada se ha instalado la exposición permanente “Maquis, realidad y leyenda”, la cual pretende ser un centro temático sobre la posguerra civil española mediante la recuperación del legado directo de sus protagonistas.
En la capilla se ofrece el audiovisual “Voces de una lucha olvidada” en el que se recogen testimonios de algunos de aquellos hombres, que formaron parte de aquel movimiento de la resistencia antifranquista y aún permanecen vivos.